# بيان شنغهاي

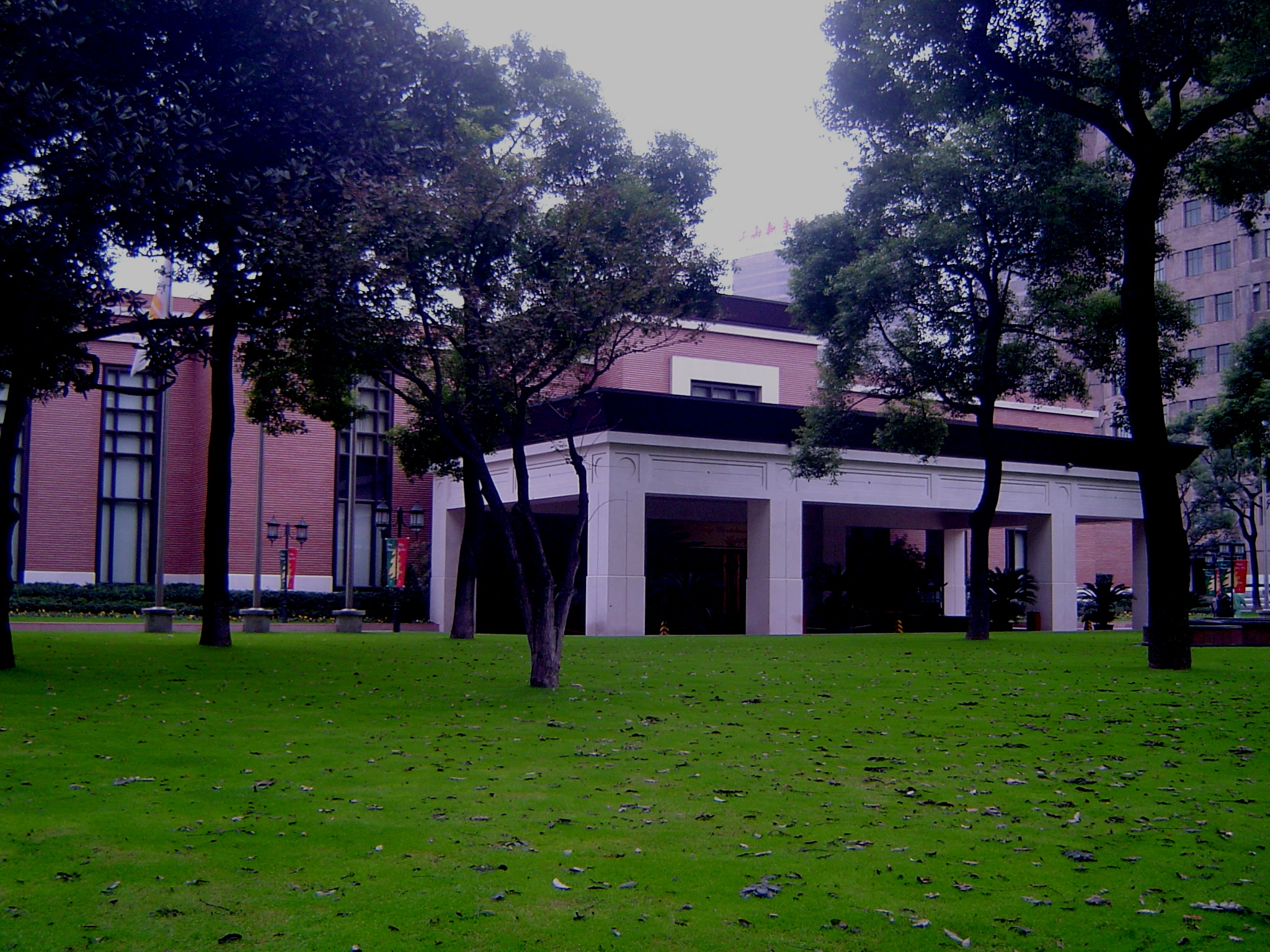
قاعة فندق جينجيانج، مكان توقيع البيان.

كان البيان المشترك للولايات المتحدة الأمريكية وجمهورية الصين الشعبية، والمعروف أيضًا باسم بيان شنغهاي (1972)، وثيقة دبلوماسية أصدرتها الولايات المتحدة الأمريكية وجمهورية الصين الشعبية في 27 فبراير 1972، في آخر مساء من زيارة الرئيس ريتشارد نيكسون للصين.  

## خلفية
أُرسل مستشار الأمن القومي هنري كيسنجر إلى الصين في مهمات دبلوماسية سرية عام 1971، شملت مداولات مبكرة حول البيان الختامي والتخطيط لزيارة ريتشارد نيكسون للبلاد.  تولى رئيس الوزراء تشوان لاي دور الوسيط الصيني في المفاوضات، حيث عقد كيسنجر معه 25 ساعة من الاجتماعات الموثقة. لم يستعن كيسنجر بمترجمين من وزارة الخارجية خشية تسريب المعلومات.
تضمنت زيارات كيسنجر السرية سبع مسودات لمحتوى بيان شنغهاي. كان كيسنجر مهتمًا في البداية بصياغة بيان يقتصر على ذكر المصالح المشتركة بين الولايات المتحدة والصين، لكن تشو سعى إلى تضمين الخلافات بين البلدين لصياغة وثيقة أكثر وضوحًا. أثار هذا التوجه نحو تمثيل صادق للعلاقات إعجاب كيسنجر، الذي ازدادت نظرته الإيجابية للقيادة الصينية.  :160–161
أُجريت مفاوضات إضافية بشأن البيان مع رئيس موظفي البيت الأبيض، الجنرال ألكسندر هيج، ممثلاً للولايات المتحدة، أثناء التحضير في الصين قبل شهر من زيارة نيكسون. مُستنيراً بالصراع الحدودي بين الصين والاتحاد السوفييتي عام 1969، شدّد هيج على التهديد الحدودي الذي يُشكّله الاتحاد السوفيتي على الصين، وجادل بوجود مصلحة مشتركة كبيرة بين الولايات المتحدة والصين في تبادل المعلومات ومواجهة الاتحاد السوفيتي عسكرياً. اعتبر كلٌّ من تشو وماو تسي تونغ هذه التصريحات مُضلّلة وتتجاهل القدرات الدفاعية الصينية. إلا أنهما اعتقدا أن تصريحات هيج تعكس رغبةً حقيقيةً من الولايات المتحدة في تحقيق انفراج.  :173–175

### زيارة نيكسون
خلال زيارة فبراير 1972، كرر نيكسون وكيسنجر مرارًا وتكرارًا الحديث عن المصالح الصينية الأمريكية المشتركة في مواجهة الاتحاد السوفيتي. وعندما أُبلغ ماو بآخر مستجدات اجتماعات تشو إن لاي مع الوفد الأمريكي، ظل متشككًا في جدوى المقترحات الأمنية. وكان تشو متجاوبًا إلى حد ما مع عروض محددة من كيسنجر للمساعدة في الإنذار المبكر. :239–244
في 25 فبراير، نشأ خلاف داخل الوفد الأمريكي حول محتوى البيان. كان البيان قد اعترف آنذاك بالمعاهدات الأمنية التي أبرمتها الولايات المتحدة مع اليابان وكوريا الجنوبية. رفض وزير الخارجية آنذاك ويليام روجرز والدبلوماسي مارشال جرين تجاهل نيكسون وكيسنجر المتعمد لمعاهدة الدفاع المشترك الصينية الأمريكية الموقعة مع تايوان عام 1955، مدعيين أن هذا الغياب يُعد خيانة لحليف وثيق. بالتعاون مع تشياو قوان هوا، حلّ كيسنجر الخلاف في 26 فبراير بحذف جميع العبارات المتعلقة بالمعاهدات.
جرى التوقيع على البيان النهائي في مساء يوم 27 فبراير 1972 في فندق جينجيانج في شنغهاي.   غادر نيكسون الصين في صباح اليوم التالي. 

## الوثيقة
تغطي الوثيقة ثلاثة جوانب رئيسية للولايات المتحدة والصين. أقرت الولايات المتحدة رسميًا بأن "جميع الصينيين على جانبي مضيق تايوان يؤكدون على وجود صين واحدة". وكثيرًا ما يُستشهد باستخدام كلمة "الاعتراف" بدلاً من "القبول" كمثال على غموض موقف الولايات المتحدة بشأن مستقبل تايوان. وتُترجم الترجمة الصينية المتفق عليها الكلمة إلى (承认) "تشنغ رن"، والتي تعني الاعتراف والقبول.  يتضمن البيان مقتطفًا يشرح معنى التجارة الثنائية بين البلدين. ينص في نصه على أن "كلا الجانبين يعتبر التجارة الثنائية مجالًا آخر يمكن أن تتحقق منه منفعة متبادلة، واتفقا على أن العلاقات الاقتصادية القائمة على المساواة والاحترام المتبادل تصب في مصلحة شعبي البلدين. ويتفقان على تسهيل التطور التدريجي للتجارة بينهما".
كما تضمن البيان تمنياتٍ بالتعايش السلمي وتوسيع نطاق العلاقات الاقتصادية والثقافية بين البلدين من خلال التجارة الثنائية، على الرغم من عدم ذكر أي خطوات ملموسة. واتفق البلدان في البيان على زيادة "التواصل بين الشعبين" وآفاق التجارة، مع العمل في الوقت نفسه على "تطبيع" العلاقات. وذكر البيان أن تطبيع العلاقات سيساهم في "تهدئة التوتر في آسيا والعالم". وجاء في البيان: "... اتفق الجانبان على أن الدول، بغض النظر عن أنظمتها الاجتماعية، يجب أن تُدير علاقاتها على مبادئ احترام سيادة جميع الدول وسلامة أراضيها، وعدم الاعتداء على الدول الأخرى، وعدم التدخل في الشؤون الداخلية للدول الأخرى، والمساواة والمنفعة المتبادلة، والتعايش السلمي".
استفادت كل دولة من البيان. بالنسبة للولايات المتحدة، مثّل هذا إعادة تنظيم جيوسياسي لموازنة النفوذ السوفيتي. أضعف هذا التنظيم بشكل كبير الموقع الاستراتيجي للاتحاد السوفيتي خلال الحرب الباردة، وكان بمثابة زوال الاتحاد السوفيتي والكتلة السوفيتية. مكّن البيان الولايات المتحدة من إعادة توجيه سياستها الخارجية وعزل الاتحاد السوفيتي بنجاح. أصبح السوفييت يواجهون أعداءً على الجبهتين الشرقية والغربية نتيجةً للتعاون الصيني الأمريكي الذي أخل بتوازن القوى. وتجلى هذا بوضوح خلال سباق التسلح عندما واجهت الولايات المتحدة الصين خلال مفاوضات الحد من التسلح مع الاتحاد السوفيتي، مما دفعها إلى اتخاذ موقف دفاعي. كشف بيان شنغهاي عن الانقسامات الأيديولوجية وتوسع نطاقها داخل الكتلة الشيوعية. وتعرضت الهيمنة السوفيتية لتحديات بسبب المسارات المختلفة التي اتخذتها دول مثل يوغوسلافيا ورومانيا. كشف البيان عن حقيقة أن الدول الشيوعية لم تتبنَّ جميعها سياسات موسكو، مما قوّض شرعية العقيدة السوفيتية وقدرتها على الحفاظ على وحدة حلفائها. غيّرت زيارة نيكسون ديناميكيات القوة العالمية بشكل كبير، إذ فتحت الباب أمام فرص تجارية جديدة مع الصين، وربما أنهت الحرب الباردة في شرق آسيا. كما أتاح ذلك فرصًا لتعزيز النفوذ في الصين من خلال التواصل. من ناحية أخرى، شهدت الصين نهاية عزلتها الدبلوماسية عن الولايات المتحدة، وحصلت على اعتراف دولي. كما استعادت مقعدها في الأمم المتحدة من تايوان.

## إرث
يمثل بيان شنغهاي أول مفاوضات دبلوماسية عامة مباشرة بين الولايات المتحدة وجمهورية الصين الشعبية منذ تأسيسها في عام 1949.
وفي زيارة إلى تايبيه في مارس 1972، زعم الدبلوماسي الأميركي مارشال جرين لوزير الخارجية التايواني تشاو شو كاي أن قبول البيان يمثل تغييراً في أولويات جمهورية الصين الشعبية. وعلى وجه التحديد، زعم جرين أن البيان أظهر أن جمهورية الصين الشعبية تقدر السلام مع الولايات المتحدة فوق المواجهة مع تايوان، وبالتالي زاد من أمن تايوان.  :211
مع ذلك، انتقد ويليام باكلي، المعلق المحافظ المناهض للشيوعية الذي رافق نيكسون في الرحلة، البيان. وكتب هجومًا واسعًا في مجلة ناشيونال ريفيو في مارس 1972، واصفًا إياه بأنه "استسلامٌ مُريع" يُمثل فقدان "أي شعورٍ متبقٍّ بالرسالة الأخلاقية في العالم".
أدت تداعيات فضيحة ووترجيت في وقت لاحق من عام 1972 إلى دفع نيكسون إلى تخفيض أولوية الجهود الدبلوماسية مع جمهورية الصين الشعبية. 
تطبعت العلاقات بين البلدين رسميًا من خلال البيان المشترك بشأن إقامة العلاقات الدبلوماسية، الصادر في الأول من يناير عام 1979، وهو نفس اليوم الذي دخل فيه قانون العلاقات مع تايوان حيز التنفيذ بأثر رجعي، واليوم التالي لانتهاء العلاقات الدبلوماسية الرسمية مع جمهورية الصين.
في مقال رأي نُشر في فبراير 2017 في صحيفة "ذا ديبلومات"، أشاد ستيفن أورلينز، رئيس اللجنة الوطنية للعلاقات الأمريكية الصينية، ببيان شنغهاي لما وفره من استقرار عبر المضيق لتايوان. وقال أورلينز إن البيان يُسهم في تعزيز الثقة بالاستثمارات الغربية في تايوان، نظرًا للآثار الواسعة النطاق لانفتاح الصين واستمرار الحوار رفيع المستوى عبر المضيق.